# Свібю
Сві́бю (ест. Sviby küla, швед. Sviby) — село в Естонії, у волості Вормсі повіту Ляенемаа.

## Населення
Чисельність населення на 31 грудня 2011 року становила 22 особи.

## Географія

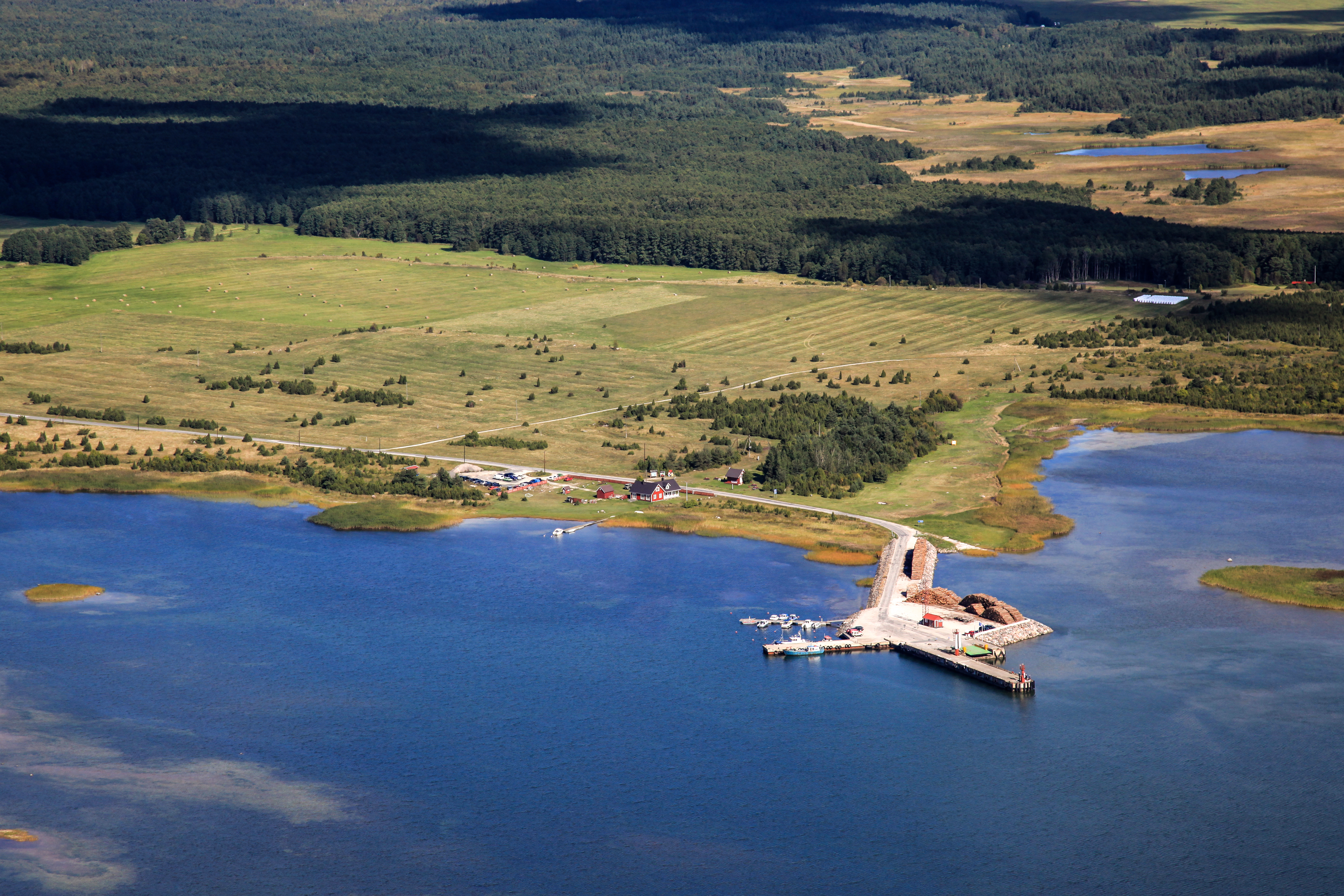
Порт Свібю

Свібю розташоване в південно-східній частині острова Вормсі.
Через село проходить дорога 16131. Від села починається автошлях 16130, що веде до єдиного на острові порту Свібю. Порт забезпечує поромне сполучення з материковою частиною Естонії за маршрутом Свібю — Рогукюла.

## Історія
До 1977 року населений пункт мав назву Свібю (Sviby küla). Під час адміністративної реформи 1977 року село перейменували у Свійбі (Sviibi küla). З січня 1998 року селу повернули історичну шведську назву Свібю.